# Бессон, Люк
Люк Поль Морис Бессон (фр. Luc Paul Maurice Besson; род. 18 марта 1959[…], XV округ Парижа) — французский кинорежиссёр, сценарист, кинопродюсер и писатель.

## Биография
Люк Бессон родился в семье инструкторов по подводному плаванию компании Club Med и с самого детства готовился продолжить семейную традицию. Всё детство он провёл на побережье Греции, Югославии и Болгарии, увлечённо занимаясь нырянием и подводной фотосъёмкой. Мечтой его было стать специалистом по дельфинам. Однако мечтам не суждено было сбыться. В 17 лет в результате несчастного случая он теряет возможность заниматься своим любимым делом.
Люк возвращается в Париж, где не может найти толкового дела, пока не привязывается к кино. Он смотрит много фильмов, работает на съёмочных площадках, на вспомогательных ролях. В 19 лет он уезжает в Голливуд, но, поработав там, возвращается на родину и идёт служить в армию. Отслужив три года, он возвращается к кинематографу, сначала — в качестве постановщика музыкальных клипов, а потом — и как ассистент режиссёра в «большом» кино.
Дебютной режиссёрской работой стала короткометражка «Предпоследний» (1981), в которой снялся тогда ещё начинающий актёр Жан Рено. После этого Бессону доверили съемки полнометражной версии этого 11-минутного фильма, получившей название «Последняя битва» (1983).
Наиболее широкое признание Люк Бессон получил после выхода на экраны его третьего фильма «Подземка», за который он был номинирован на «Лучший фильм на иностранном языке» Британской киноакадемии в 1986 году.
Люк Бессон является создателем кинокорпорации «EuropaCorp», так называемого «Европейского Голливуда». Музыку для всех фильмов Бессона написал кинокомпозитор Эрик Серра (за исключением фильмов «Ангел-А» и «Малавита»).

## Личная жизнь
С 1986 по 1991 год Бессон был женат на актрисе Анн Парийо, сыгравшей главную роль в его фильме «Никита» (1990). Их дочь, Жюльетт, родилась в 1987 году.
Второй супругой Бессона стала актриса Майвенн; на момент начала отношений ей было 15 лет, а Бессону — 31 год. Они поженились в 1992 году, когда она была беременна их дочерью Шанной, родившейся 3 января 1993 года. По словам Майвенн, их отношения вдохновили Бессона на фильм «Леон» (1994). Их брак закончился в 1997 году, когда Бессон начал отношения с актрисой Миллой Йовович во время съёмок «Пятого элемента». Они поженились 14 декабря 1997 года (Йовович было 22 года, а Бессону — 38 лет), но развелись через 2 года.
С 2004 года Бессон женат на продюсере Виржини Силла-Бессон. У пары есть трое детей — дочери Талия и Сатин, а также сын Мао.
В мае 2018 года Бессон был обвинён в изнасиловании. Обвинения были выдвинуты актрисой Сэнд Ван Рой. Адвокат Бессона отверг обвинения. В июле Бессон был обвинён в сексуальных домогательствах ещё тремя женщинами. В декабре того же года с обвинениями в сексуальных домогательствах выступили ещё пять женщин.
В феврале 2019 года дело Ван Рой против Бессона было закрыто ввиду недостатка доказательств. В октябре 2019 полиция возобновила дело после того, как Ван Рой подала повторный иск. В январе 2021 года дело против Бессона было закрыто, однако он получил в нём статус свидетеля.

## Признание и награды
- Премия «Сезар» за лучшую режиссуру (1998) — за фильм «Пятый элемент».

## Фильмография
| Год       |     | Русское название                     | Оригинальное название                                | Роль                                              |
| --------- | --- | ------------------------------------ | ---------------------------------------------------- | ------------------------------------------------- |
| 1981      | кор | Предпоследний                        | L'Avant dernier                                      | режиссёр, продюсер, сценарист, актёр              |
| 1983      | ф   | Последняя битва                      | Le Dernier combat                                    | режиссёр, продюсер, сценарист                     |
| 1984      | ф   | Не бросайте трубку                   | Ne quittez pas                                       | продюсер, актёр                                   |
| 1985      | ф   | Подземка                             | Subway                                               | режиссёр, продюсер, сценарист, актёр              |
| 1986      | ф   | Камикадзе                            | Kamikaze                                             | продюсер, сценарист                               |
| 1988      | ф   | Голубая бездна                       | Le Grand bleu                                        | режиссёр, продюсер, сценарист, актёр              |
| 1990      | ф   | Никита́                               | Nikita                                               | режиссёр, продюсер, сценарист                     |
| 1991      | ф   | Холодная луна                        | Lune froide                                          | продюсер                                          |
| 1991      | док | Атлантис                             | Atlantis                                             | режиссёр, продюсер, оператор                      |
| 1993      | ф   | Возврата нет                         | The Assassin / Point Of No Return                    | сценарист                                         |
| 1993      | ф   | Львёнок                              | L' Enfant lion                                       | продюсер                                          |
| 1994      | ф   | Леон                                 | Leon                                                 | режиссёр, сценарист                               |
| 1997—2001 | с   | Её звали Никита́                      | La Femme Nikita                                      | сценарист                                         |
| 1997      | ф   | Пятый элемент                        | The Fifth Element                                    | режиссёр, сценарист                               |
| 1997      | ф   | Не глотать                           | Nil by Mouth                                         | продюсер                                          |
| 1998      | ф   | Такси                                | Taxi                                                 | продюсер, сценарист                               |
| 1999      | ф   | Жанна д’Арк                          | The Messenger: The Story of Joan of Arc              | режиссёр, продюсер, сценарист                     |
| 2000      | ф   | Такси 2                              | Taxi 2                                               | продюсер, сценарист, актёр                        |
| 2000      | ф   | Дансер                               | The Dancer                                           | продюсер, сценарист                               |
| 2000      | ф   | Выход                                | Exit                                                 | продюсер                                          |
| 2001      | ф   | 15 августа                           | 15 août                                              | продюсер                                          |
| 2001      | ф   | Поцелуй дракона                      | Kiss of the Dragon                                   | продюсер, сценарист                               |
| 2001      | ф   | Васаби                               | Wasabi                                               | продюсер, сценарист                               |
| 2001      | ф   | Ямакаси: Новые самураи               | Yamakasi — Les samouraïs des temps modernes          | сценарист                                         |
| 2002      | ф   | Бланш                                | Blanche                                              | продюсер                                          |
| 2002      | ф   | Перевозчик                           | The Transporter                                      | продюсер, сценарист                               |
| 2003      | ф   | Смех и наказание                     | Rire et châtiment                                    | продюсер                                          |
| 2003      | ф   | Я, Цезарь                            | Moi César                                            | продюсер                                          |
| 2003      | ф   | Отбивные                             | Les Côtelettes                                       | продюсер                                          |
| 2003      | ф   | Такси 3                              | Taxi 3                                               | продюсер, сценарист                               |
| 2003      | ф   | Фанфан-тюльпан                       | Fanfan la tulipe                                     | продюсер, сценарист                               |
| 2003      | ф   | Мишель Вальян: Жажда скорости        | Michel Vaillant                                      | продюсер, сценарист                               |
| 2003      | ф   | Нахал                                | Cheeky                                               | продюсер                                          |
| 2004      | ф   | Багровые реки 2: Ангелы апокалипсиса | Les Rivières pourpres II — Les anges de l’apocalypse | продюсер, сценарист                               |
| 2004      | ф   | Точная копия                         | À ton image                                          | продюсер                                          |
| 2004      | ф   | Нью-Йоркское такси                   | Taxi                                                 | продюсер, сценарист                               |
| 2004      | ф   | 13 район                             | Banlieue 13                                          | продюсер, сценарист                               |
| 2005      | ф   | Дэнни цепной пёс                     | Danny the Dog                                        | продюсер, сценарист                               |
| 2005      | ф   | Ze фильм                             | Ze film                                              | продюсер                                          |
| 2005      | ф   | Суфлёр                               | Le Souffleur                                         | продюсер                                          |
| 2005      | ф   | Северо-восток                        | Nordeste                                             | продюсер                                          |
| 2005      | ф   | Три могилы                           | The Three Burials of Melquiades Estrada              | продюсер                                          |
| 2005      | ф   | Следующий!                           | Au suivant!                                          | продюсер                                          |
| 2005      | ф   | Перевозчик 2                         | Transporteur II                                      | продюсер, сценарист                               |
| 2005      | ф   | В его руках                          | Entre ses mains                                      | продюсер                                          |
| 2005      | ф   | Револьвер                            | Revolver                                             | продюсер, сценарист                               |
| 2005      | ф   | Быть Стэнли Кубриком                 | Colour Me Kubrick: A True…ish Story                  | продюсер                                          |
| 2005      | ф   | Чёрный ящик                          | La Boîte noire                                       | продюсер                                          |
| 2005      | ф   | Ангел-А                              | Angel-A                                              | режиссёр, продюсер, сценарист                     |
| 2006      | ф   | Бандитки                             | Bandidas                                             | продюсер, сценарист                               |
| 2006      | ф   | Не говори никому                     | Ne le dis à personne                                 | продюсер                                          |
| 2006      | ф   | Дочери китайского ботаника           | Les Filles du botaniste                              | продюсер                                          |
| 2006      | ф   | Убийцы                               | Meurtrières                                          | продюсер                                          |
| 2006      | ф   | Когда я был певцом                   | Quand j'étais chanteur                               | продюсер                                          |
| 2006      | ф   | Апрель                               | Avril                                                | продюсер                                          |
| 2006      | ф   | Джунгли                              | La Jungle                                            | продюсер                                          |
| 2006      | ф   | Новый свет                           | Nuovomondo                                           | продюсер                                          |
| 2006      | ф   | Любовь и другие катастрофы           | Love and Other Disasters                             | продюсер                                          |
| 2006      | ф   | Артур и минипуты                     | Arthur et les minimoys                               | режиссёр, продюсер, сценарист                     |
| 2007      | ф   | Мишу из Д’Обера                      | Michou d’Auber                                       | продюсер                                          |
| 2007      | ф   | Такси 4                              | Taxi 4                                               | продюсер, сценарист                               |
| 2007      | ф   | Граница                              | Frontière                                            | продюсер                                          |
| 2007      | ф   | Гость                                | L 'Invité                                            | продюсер                                          |
| 2007      | ф   | Секрет                               | Si j'étais toi                                       | продюсер                                          |
| 2007      | ф   | Замок в Испании                      | Un château en Espagne                                | продюсер                                          |
| 2007      | ф   | Хитмэн                               | Hitman                                               | продюсер                                          |
| 2008      | ф   | Заложница                            | Taken                                                | продюсер, сценарист                               |
| 2008      | ф   | Перевозчик 3                         | Transporter 3                                        | продюсер, сценарист                               |
| 2008      | ф   | Мисс июнь                            | Come Like Shadows                                    | продюсер                                          |
| 2009      | ф   | Я люблю тебя, Филлип Моррис          | Love You Phillip Morris                              | продюсер                                          |
| 2009      | ф   | Статен-Айленд                        | Staten Island                                        | продюсер                                          |
| 2009      | ф   | 13-й район: Ультиматум               | Banlieue 13 Ultimatum                                | продюсер, сценарист                               |
| 2009      | ф   | Миссионер                            | Le Missionnaire                                      | продюсер                                          |
| 2009      | док | Дом                                  | Home                                                 | продюсер                                          |
| 2009      | ф   | Артур и месть Урдалака               | Arthur et la vengeance de Maltazard                  | режиссёр, продюсер, сценарист                     |
| 2009      | ф   | Из Парижа с любовью                  | From Paris with Love                                 | продюсер, сценарист                               |
| 2010      | ф   | 22 пули: Бессмертный                 | L’Immortel                                           | продюсер                                          |
| 2010      | ф   | Артур и война двух миров             | Arthur et la guerre des deux mondes                  | режиссёр, продюсер, сценарист                     |
| 2010      | ф   | Необычайные приключения Адель        | Les Aventures extraordinaires d’Adèle Blanc-Sec      | режиссёр, продюсер, сценарист                     |
| 2011      | мф  | Монстр в Париже                      | Un monstre à Paris                                   | продюсер                                          |
| 2011      | ф   | Леди                                 | The Lady                                             | режиссёр                                          |
| 2011      | ф   | Коломбиана                           | Colombiana                                           | продюсер, сценарист                               |
| 2012      | ф   | Слепой                               | À l'aveugle                                          | продюсер, сценарист                               |
| 2012      | с   | Перевозчик                           | Transporter: The Series                              | продюсер                                          |
| 2012      | ф   | Напролом                             | Lockout                                              | сценарист                                         |
| 2012      | ф   | Заложница 2                          | Taken 2                                              | продюсер, сценарист                               |
| 2013      | ф   | (Не)жданный принц                    | Un prince (presque) charmant                         | сценарист                                         |
| 2013      | ф   | Малавита                             | Malavita                                             | режиссёр, продюсер, сценарист                     |
| 2014      | ф   | Три дня на убийство                  | Three Days to Kill                                   | продюсер, сценарист                               |
| 2014      | ф   | 13-й район: Кирпичные особняки       | Brick Mansions                                       | сценарист                                         |
| 2014      | ф   | Местный                              | The Homesman                                         | продюсер                                          |
| 2014      | ф   | Люси                                 | Lucy                                                 | режиссёр, продюсер, сценарист, эпизодическая роль |
| 2015      | ф   | Заложница 3                          | Taken 3                                              | продюсер, сценарист                               |
| 2015      | ф   | Перевозчик: Наследие                 | The Transporter Refueled                             | продюсер                                          |
| 2016      | ф   | Врата воинов                         | Warrior's Gate                                       | продюсер, сценарист                               |
| 2017      | ф   | Озеро                                | The Lake                                             | продюсер, сценарист                               |
| 2017      | ф   | Валериан и город тысячи планет       | Valerian and the City of a Thousand Planets          | режиссёр, продюсер, сценарист                     |
| 2017      | ф   | Безбашенные                          | Renegades                                            | продюсер, сценарист                               |
| 2017—2018 | с   | Заложница: Начало                    | Taken                                                | исполнительный продюсер (19 эпизодов, 2017-2018)  |
| 2018      | ф   | Ева                                  | Eva                                                  | сопродюсер                                        |
| 2018      | ф   | Такси 5                              | Taxi 5                                               | продюсер, сценарист                               |
| 2018      | ф   | Курск                                | Kursk                                                | продюсер                                          |
| 2019      | ф   | Анна                                 | Anna                                                 | режиссёр, продюсер, сценарист                     |
| 2022      | ф   | Проклятие Артура                     | Arthur, malédiction                                  | продюсер, сценарист                               |
| 2023      | ф   | Догмен                               | Dogman                                               | режиссёр, продюсер, сценарист                     |
| 2024      | ф   | Агент на уикенд                      | Weekend in Taipei                                    | продюсер, сценарист                               |
| 2025      | ф   | Джун и Джон                          | June and John                                        | режиссёр, продюсер, сценарист                     |
| 2025      | ф   | Дракула                              | Dracula: A Love Tale                                 | режиссёр, продюсер, сценарист                     |

### Артур
- «Артур и минипуты» / Arthur et les minimoys
- «Артур и Запретный город» / Arthur et la cite interdite
- «Артур и месть Урдалака» / Arthur et la vengeance de Maltazard
- «Артур и война двух миров» / Arthur et la guerre des deux mondes
- Бессон, Люк. Несносный ребёнок: Автобиография. — М.: АСТ, 2020. — 480 с. — (Легенды кино). — ISBN 978-5-17-121036-6.